# الدين في اليونان

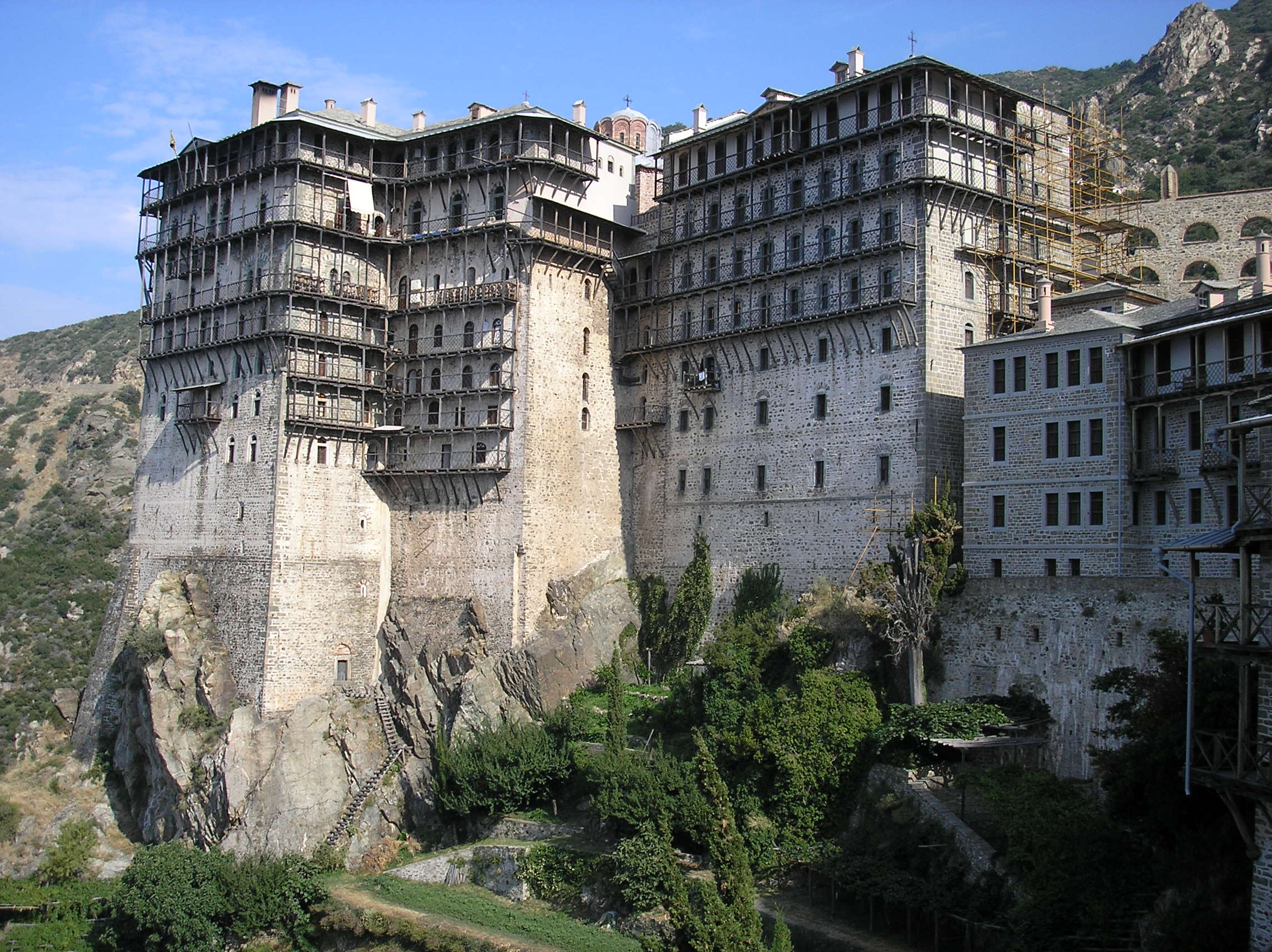

الدين في اليونان تغلب عليهالكنيسة اليونانية الأرثوذكسية والتي هي جزء من الكنيسة الشرقية الأرذثوكسية. المسيحية هي الديانة السائدة 98% على مذهب أرثوذكسية شرقية والإسلام 0.95% وباقي الديانات 1%